# 卡梅伦·格德尔斯通
卡梅伦·格德尔斯通（英語：Cameron Girdlestone，1988年4月29日—），澳大利亚男子赛艇运动员。他曾代表澳大利亚参加2016年和2020年夏季奥林匹克运动会赛艇比赛，获得一枚银牌和一枚铜牌。